# Pilisvörösvári UFC
A Pilisvörösvári Utánpótlás Futball Club (röviden Pilisvörösvári UFC) egy Pest vármegyei magyar labdarúgóklub, melynek székhelye Pilisvörösváron található. A 2012-ben megszűnt Pilisvörösvári LSE örökébe lépett egyesület nem indít felnőttcsapatot, kizárólag utánpótláskorú játékosokat foglalkoztat.
A klub U17-es csapata Solymáron edz és az óbudai Gázművek-pályán játssza mérkőzéseit. Az U19-es csapat a pilisszántói pályán edz és a Pilisszántó megye II-es csapatának biztosítja az utánpótlását. Jelenleg, a 2022/2023-as szezonban a megye III. osztályú bajnokságában játszik.

## Történet
A 2012-es év kezdetén a pilisvörösvári labdarúgás nagyon nehéz helyzetbe került. Hiába állt a 2011/2012-es NB III-as bajnokság őszi idényének végén az Alföld-csoport második helyén a Pilissport-Spartacus, az új évre anyagilag ellehetetlenült klubot előbb sorra elhagyták meghatározó játékosai, majd februárban visszalépett a további küzdelmektől. 2012 tavaszán a felnőtt csapat megszűnésével párhuzamosan a vörösvári utánpótlás is megszűnt.
2012 nyarától már a Pilisvörösvári UFC keretein belül sportoltak tovább a gyerekek.

### 2012/2013
A PUFC sikeresen zárta a 2012/13-as bajnoki évet.

Az U9-es csapat harmadik lett a szentendrei körzeti bajnokságban. Ebben a sorozatban húsz együttes játszott, így a dobogó szép eredmény.
Az U11-es gárda szintén a szentendrei körzeti bajnokságban szerepelt és ugyancsak bronzérmes lett. A fiatal játékosok közül Bakti Balázs, Kálózi György, Dani Zoltán és Ludwig Tamás is bekerültek a Vasas Kubala Akadémia keretébe.
Az U13-as korosztályban az NB II-es Közép-Nyugati csoportban a vörösvári együttes tizenöt csapat közöl az ötödik helyen zárt. Galacs Erik gólkirály lett, 42 találattal. Ő bekerült a korosztályos Pest megyei válogatott keretbe is, ahol rajta kívül még két másik vörösvári játékosra, Fekete Marcellra és Ladányi Kornélra is számítottak.
Az U14-eseknél Petry Zsolt a Telkiben megrendezett országos válogatón bekerült a legjobb nyolcvan játékos közé.
Az U19-es csapat a megyei másodosztályban indult és szerzett ezüstérmet.
2013 nyarán Szakszon József lemondott a PUFC elnöki tisztéről. A tisztújító közgyűlésig Bilau Csaba képviselte az egyesületet, akit aztán később megerősítettek a klub elnöki pozíciójában.

### 2013/2014
Az MLSZ az idény előtt jelentősen megváltoztatta a bajnoki osztályok versenykiírását, ami a PUFC számára több esetben kedvezőtlennek bizonyult, így az átállás nem volt zökkenőmentes. A 2013/14-es szezonban három vörösvári csapat szerepelt bajnokságban: az U15-ös, az U18-as, valamint az U21-es korosztály. A kisebb korosztályok edzőmérkőzéseken, tornákon és a Bozsik-programban szerepeltek. 
Az U13-as korosztály számára újdonság volt a Bozsik-program és a pályaméret; ők a Pest megyei kiemelt programban szerepeltek, összesen tizenkét tornán. A kisebbek a körzeti tornákon szerepelhettek, összesen nyolc alkalommal.
A bajnokságban szereplő nagyobbak több-kevesebb sikerrel zárták az idényt. A három csapat közül a U15-ösnek volt a legnehezebb feladata: az NB II-es bajnokság 13. helyén végeztek. Az U18-as csapat a Pest megyei bajnokságban szerepelt és csak rosszabb gólaránya miatt maradt le a dobogóról. Az U21-es csapat a Pest megyei bajnokság nyugati csoportjának II. osztályában szerezte meg a második helyezést.